# 埃爾韋·法葉
埃爾韋·法葉（Hervé Faye）是一位法國天文學家，出生於聖伯努瓦迪索 (安德爾省)，就讀巴黎綜合理工學院，1834年未完成學業便輟學，接受了巴黎天文台的職位。正是在巴黎綜合理工學院學習期間，他對天文學產生了興趣 。

## 生平
他研究彗星，並於1843年11月22日發現了週期彗星法葉彗星。他發現的法葉彗星引起了全世界的關注，並為他贏得了1844年拉朗德獎和法國科學院資格。 1848年，他成為綜合理工學院的大地測量學講師，1854年成為南錫學院的校長和該校理學院的天文學教授。
1877年，他出任法國總理加埃唐·德·羅什布埃內閣的公共教育部長，但只擔任該職位很短時間。

## 外部連結
- H. Faye @ Astrophysics Data System